# Ровшанаї
Ровшанаї (перс. روشنايي) — село в Ірані, у дегестані Хенеджін, в Центральному бахші, шахрестані Коміджан остану Марказі. За даними перепису 2006 року, його населення становило 287 осіб, що проживали у складі 69 сімей.

## Клімат
Середня річна температура становить 11,32°C, середня максимальна – 31,13°C, а середня мінімальна – -12,00°C. Середня річна кількість опадів – 265 мм.
| Клімат поселення                              | Клімат поселення | Клімат поселення | Клімат поселення | Клімат поселення | Клімат поселення | Клімат поселення | Клімат поселення | Клімат поселення | Клімат поселення | Клімат поселення | Клімат поселення | Клімат поселення | Клімат поселення |
| Показник                                      | Січ.             | Лют.             | Бер.             | Квіт.            | Трав.            | Черв.            | Лип.             | Серп.            | Вер.             | Жовт.            | Лист.            | Груд.            |                  |
| Середній максимум, °C                         | 6,21             | 8,20             | 13,24            | 19,15            | 23,72            | 30,20            | 31,13            | 30,09            | 25,58            | 19,84            | 12,67            | 7,03             |                  |
| Середня температура, °C                       | −2,9             | −0,91            | 4,12             | 10,03            | 14,62            | 21,08            | 25,02            | 23,99            | 19,47            | 13,73            | 6,57             | 0,91             |                  |
| Середній мінімум, °C                          | −12              | −10,02           | −4,98            | 0,93             | 5,52             | 11,98            | 18,93            | 17,87            | 13,38            | 7,63             | 0,46             | −5,2             |                  |
| Норма опадів, мм                              | 38               | 34               | 47               | 38               | 34               | 6                | 1                | 1                | 0                | 9                | 22               | 35               |                  |
| Середньомісячна швидкість вітру, м/с          | 1.63             | 1.94             | 2.90             | 3.02             | 2.62             | 2.46             | 2.49             | 2.34             | 2.18             | 2.16             | 1.90             | 1.26             |                  |
| Середньомісячна сонячна радіація, кДж/м²·день | 8910             | 12008            | 14589            | 18065            | 22142            | 26787            | 26017            | 23952            | 20728            | 15151            | 10808            | 8806             |                  |
| --------------------------------------------- | ---------------- | ---------------- | ---------------- | ---------------- | ---------------- | ---------------- | ---------------- | ---------------- | ---------------- | ---------------- | ---------------- | ---------------- | ---------------- |
| Джерело:                                      |                  |                  |                  |                  |                  |                  |                  |                  |                  |                  |                  |                  |                  |